# ۱۵۲۹ (میلادی)

## رویدادها
- ۲۱ سپتامبر عقب نشینی ارتش عثمانی از وین، نیروی عثمانی به سبب بدی هوا و شیوع بیماری میان سربازانش از محاصره وین دست کشید.[۱] این محاصره ۹ سال طول کشید. (۳۰ شهریور ۹۰۸)